# Sanie (województwo łódzkie)
Sanie – wieś w Polsce, położona w województwie łódzkim, w powiecie zgierskim, w gminie Aleksandrów Łódzki.
| SIMC    | Nazwa    | Rodzaj    |
| ------- | -------- | --------- |
| 0412955 | Ludwików | część wsi |

W latach 1975–1998 wieś położona była w województwie łódzkim.